# Конвой № 1064
Конвой № 1064 — японський конвой часів Другої світової війни, проведення якого відбувалося у серпні 1943 року.
Місцем призначення конвою був Рабаул — головна база в архіпелазі Бісмарка, з якої японці провадили операції на Соломонових островах та сході Нової Гвінеї. Вихідним пунктом при цьому став атол Трук (нині Чуук) у східній частині Каролінських островів, де ще до війни була створена потужна база ВМФ, з якої до лютого 1944 року провадились операції в низці архіпелагів.
До складу конвою № 1064 увійшли транспорти «Ямагірі-Мару», «Асакадзе-Мару», «Хоккай-Мару» та «Соя» (Soya), які охороняли есмінець «Юзукі» та мисливець за підводними човнами CH-28.
6 серпня 1943 року судна вийшли з Труку та попрямували на південь. У цей період на комунікаціях архіпелагу Бісмарка ще не діяла авіація, проте вони традиційно перебували під загрозою зі сторони підводних човнів США. Утім, проходження конвою № 1064 відбулось без інцидентів і 10 серпня він прибув до Рабаула.